# Io son Calimero!
Io son Calimero! è un singolo di Marco Pavone, pubblicato nel 1988 dalla RCA italiana.

## Descrizione
Il singolo, scritto e composto da Marcello Marrocchi e Fernanda Tartaglia, su arrangiamento di Massimo Di Vecchio, è stato la prima sigla della serie animata omonima.
Sul lato B è incisa la versione strumentale.